# Edith Hoffmann (Prähistorikerin)
Edith Hoffmann (* als Edith Ludewig am 7. September 1929 in Dresden; † 28. Februar 2025 in Leipzig) war eine deutsche Prähistorische Archäologin und Hochschullehrerin.

## Leben
Edith Hoffmann wurde nach dem Zweiten Weltkrieg Mitglied der FDJ. 1948 legte sie ihr Abitur ab und war anschließend bis 1950 Mitglied des FDJ-Landesvorstandes von Sachsen. 1948 wurde sie Mitglied der CDU und war 1949/50 hauptamtlich im CDU-Landesvorstand tätig. 1950 begann Hoffmann ein Studium der Germanistik und Vor- und Frühgeschichte an der Universität Leipzig (KMU). 1954 legte sie das Staatsexamen ab und wurde wissenschaftliche Assistentin, 1959 wissenschaftliche Oberassistentin am Institut für Vor- und Frühgeschichte der KMU. Die Promotion erfolgte im März 1959 mit einer Arbeit zum Thema Die Bandkeramik in Sachsen, Gutachter waren Friedrich Behn und Gerhard Mildenberger. Im selben Jahr verließ sie die CDU, 1966 trat sie in die SED ein. Im September 1968 wurde Hoffmann Dozentin für Vor- und Frühgeschichte an der KMU, wo im April 1979 auch die Promotion B bei Rigobert Günther, Werner Berthold und Heinz Grünert mit der Arbeit Untersuchungen zur agrarischen Revolution der Produktivkräfte im Vorderen Orient erfolgte. Von September 1979 bis 1989 lehrte Hoffmann als ordentliche Professorin für Ur- und Frühgeschichte an der KMU. Zwischen 1983 und 1988 leitete sie dort den Wissenschaftsbereich Urgeschichte/Alte Geschichte der Universität. 1989 wurde sie emeritiert. Hoffmann wurde mit dem Banner der Arbeit, III. Stufe, ausgezeichnet.

## Schriften
- mit Barbara Treide: Schmuck früher Zeiten, ferner Völker, Edition Leipzig, Leipzig 1976
  - Schmuck früherer Kulturen und ferner Völker, Kohlhammer, Stuttgart u. a. 1976, ISBN 3-17-002867-7)
  - Parures des temps anciens, des peuples lointains, Kogan, Paris 1978